# Limnodrilus
Limnodrilus é um género de Naididae.
O género foi descrito em 1862 por René-Édouard Claparède.
Possui distribuição cosmopolita.
Espécies:
- Limnodrilus amblysetus (Brinkhurst, Qi & Liang, 1990)
- Limnodrilus bogdanowii (Grimm, 1876)
- Limnodrilus bulbiphallus (Block & Goodnight, 1972)
- Limnodrilus cervix (Brinkhurst, 1963)
- Limnodrilus claparedianus (Ratzel, 1868)
- Limnodrilus dybowskii (Grube, 1873)
- Limnodrilus grandisetosus (Nomura, 1932)
- Limnodrilus hoffmeisteri (Claparède, 1862)
- Limnodrilus maumeensis (Brinkhurst & Cook, 1966)
- Limnodrilus neotropicus (Černosvitov, 1939)
- Limnodrilus nitens (Semernoy, 1982)
- Limnodrilus paramblysetus (Wang & Liang, 2001)
- Limnodrilus profundicola (Verrill, 1871)
- Limnodrilus rubripenis (Loden, 1977)
- Limnodrilus silvani (Eisen, 1879)
- Limnodrilus simplex (He, Cui & Wang, 2010)
- Limnodrilus sulphurensis (Fend, Liu & Erséus, 2016)
- Limnodrilus tendens (Semernoy, 1982)
- Limnodrilus tortilipenis (Wetzel, 1987)
- Limnodrilus udekemianus (Claparède, 1862)